# 大阪教育大学附属幼稚園
大阪教育大学附属幼稚園（おおさかきょういくだいがくふぞくようちえん）は、大阪府大阪市平野区にある大阪教育大学附属の国立幼稚園。

## 概要
学校教育法に基づく幼稚園教育をおこなうと同時に、大阪教育大学の附属幼稚園として教育に関する理論の研究をおこなうことや、同大学の教育実習生の受け入れと指導、現職教員の再教育をおこなうことも目的としている。
大阪府尋常師範学校（現在の大阪教育大学）の附属幼稚園として1892年に開園した。なお1879年に大阪府師範学校に併設され1883年に廃園となった大阪府初の幼稚園、大阪府立模範幼稚園の流れも汲んでいる。
「すこやかに、あたたかく、遊びに生きる子ども」を教育目標に研究をおこなっている。園児の大部分は大阪教育大学附属平野小学校に進学する。
入園には選考があり、第一次抽選と試験、その後の第二次抽選で決まる。また、入園条件として、幼児が大阪府下に保護者と共に居住し、徒歩または電車やバスなど公共交通機関を利用して、40分以内で通園できること、そして、保護者による送り迎えが必要で、自転車や自動車による通園も認めていない。

## 沿革

### 創立前史：大阪府立模範幼稚園
1879年5月、当時大阪北区常安町（現在の北区中之島4丁目）にあった大阪府立中学校に付設する形で、大阪府立模範幼稚園が開園した。保母養成のための実習園で、園児は48人だった。
当時の大阪府知事渡邊昇が東京女子師範学校附属幼稚園（現在のお茶の水女子大学附属幼稚園）を見学し、それを機に幼稚園設置の必要性を感じたことが、開園のきっかけとなっている。開園直前の1878年2月には大阪府内の女性小学校教師2名を東京女子師範学校附属幼稚園へ保母見習生として派遣し、帰阪を待って開園した。同幼稚園は日本で3番目に開設された幼稚園であり、また大阪府で最初に開設された幼稚園でもある。
しかし大阪府立模範幼稚園は開設後、大阪府の財政逼迫によりわずか4年後の1883年に廃園となった。財政状況に加えて、幼稚園設置に関わる府会議員の理解が得られなかったことなど幼稚園教育への世間の理解が薄かったことも、廃園の遠因となっている。
また廃園の要因として、大阪府師範学校師範科・中等科・附属裁縫場・附属小学校と大阪府立模範幼稚園が一つの敷地を共有していたことから、過密で勉学環境に適さなかったことも指摘されている。
渡邊の後任の大阪府知事建野郷三は1883年6月14日付で、大阪府立模範幼稚園の廃園宣言をおこなった。
廃園後は有志の運営で私立中州幼稚園として園舎をそのまま使用して運営を継続し、翌1884年に北区公立幼稚園と西区公立幼稚園に引き継がれた。

### 附属幼稚園の創立
大阪府立模範幼稚園の設置母体だった大阪府師範学校はその後大阪府尋常師範学校と改称され、1890年に女子部を設置した。
1892年10月1日に大阪府尋常師範学校女子部の実習用の附属園として、大阪府尋常師範学校附属幼稚園が北区常安町（現在の中之島4丁目）で開園した。このときに開園した幼稚園が、現在の大阪教育大学附属幼稚園の直接的な起源となっている。開園の際には大阪府立模範幼稚園の関係者も協力し、開園当初の園児は60人だった。
大阪府尋常師範学校は1898年に大阪府師範学校へと改称された。大阪府師範学校では1900年、女子部を大阪府女子師範学校として分離独立させることになった。
大阪府女子師範学校は天王寺桃山（当時の住所表示では大阪市南区天王寺北山町・小宮町。現在の天王寺区）に敷地を求めて移転した。これに伴い附属幼稚園も桃山に移転し、新たに開設された大阪府女子師範学校附属小学校（現在の大阪教育大学附属平野小学校）と敷地を共有した。

### 平野へ移転
大阪府女子師範学校附属幼稚園は1900年以降桃山で教育をおこなっていたが、1927年に平野に移転している。
平野移転のきっかけとなったのは、1922年の火災である。1922年8月17日、大阪府女子師範学校に隣接する民家の新築工事現場で火災が発生し、大阪府女子師範学校の寄宿舎や食堂にも類焼した。
附属幼稚園には被害はなかったものの、火災の復旧の際に「かねてから校舎が老朽化していたことで近いうちに校舎改築が必要」「幼稚園と敷地を共有している附属小学校が過密傾向にあり、拡張が必要になるが周囲が市街地化しているため拡張はままならない」などという点が考慮され、大阪府女子師範学校および附属学校園の郊外移転という形での復旧・設備拡充の方が適切だと判断された。
当時の東成郡平野郷町が大阪府女子師範学校を誘致し、移転先として6000坪の土地を1924年9月に大阪府に提供した。
1927年3月に平野（当時の住所表示では大阪市住吉区平野流町254番地）の現在地へと移転している。平野移転当初は附属小学校と校園舎を共有していた。
なお桃山の旧敷地は、1927年1月の火災で校舎を焼失した大阪府立天王寺中学校（現在の大阪府立天王寺高等学校）が仮校舎として一時使用した後、1934年以降大阪府立夕陽丘高等女学校（現在の大阪府立夕陽丘高等学校）が使用している。

### 平野移転後
1943年の師範教育令の改正により、師範学校は官立とすることになった。これに伴い、大阪府女子師範学校は大阪府立から官立に移管された上で、大阪府天王寺師範学校（かつての大阪府師範学校男子部）と再統合する形で大阪第一師範学校へと改編され、大阪第一師範学校女子部となった。また附属幼稚園も大阪第一師範学校女子部附属幼稚園へと改称された。
1945年6月15日には太平洋戦争に伴う空襲の激化により一時休園している。終戦後の1945年11月15日より園を再開した。
学制改革により1949年に新制大阪学芸大学が発足した。1951年までは移行期間として新制大学と旧制師範学校が併存し、1951年に新制大学へと完全移行した。大学の改編に伴い、附属幼稚園についても1949年7月30日に大阪学芸大学大阪第一師範学校平野附属幼稚園、1951年4月1日に大阪学芸大学附属幼稚園へと、それぞれ改称している。
附属幼稚園は長らく附属小学校と校園舎を共有していたが、1962年には現在地の独立園舎へと移転した。
大阪学芸大学が大阪教育大学に改称されたことに伴い、1967年6月1日に大阪教育大学附属幼稚園に改称している。さらに1973年には大阪教育大学教育学部附属幼稚園に改称した。
さらに2004年には国立大学の独立行政法人化により、現在の名称・大阪教育大学附属幼稚園へと改称している。

### 年表
- 1892年10月1日 - 大阪府尋常師範学校附属幼稚園を、大阪市北区常安町（現・北区中之島4丁目）に開園。
- 1898年 - 大阪府師範学校附属幼稚園に改称。
- 1900年4月 - 大阪府女子師範学校附属幼稚園に改称。南区天王寺桃山（現・天王寺区北山町・小宮町）に移転。
- 1927年3月 - 大阪市住吉区平野流町（現・平野区流町）に移転。
- 1943年 - 官立となり、大阪第一師範学校女子部附属幼稚園と改称。
- 1949年7月30日 - 大阪学芸大学大阪第一師範学校平野附属幼稚園へ改称。
- 1951年4月 - 大阪学芸大学附属幼稚園へ改称。
- 1962年4月1日 - 現在地の独立園舎に移転。
- 1967年6月1日 - 大阪教育大学附属幼稚園と改称。
- 1973年4月1日 - 大阪教育大学教育学部附属幼稚園と改称。
- 2004年4月1日 - 大阪教育大学附属幼稚園に改称。

## 交通
- Osaka Metro谷町線 平野駅 南へ約300m。